# Supersypnoides albifusa
Supersypnoides albifusa là một loài bướm đêm trong họ Noctuidae.